# Etika (fogalom)
Az etika vagy erkölcstan az emberi cselekedeteket irányító erkölcsi értékek és társadalmi normák rendszerezése, tudományos vizsgálata. A vallási etikát alapvetően az különbözteti meg az etika egyéb világi ágaitól, hogy míg a filozófiai etika  tisztán az emberi ész képességeire támaszkodik, a teológiai tudomány az Isten igéjéből, azaz a keresztényeknél a Szentírásban foglalt kijelentésből igyekszik feleletet találni az etika kérdéseire.
Ágai:
- Vallási etika: minden vallásnak megvan a maga etikája, amely a hívők életének erkölcsi alapelveit tárgyalja
  - A teológiai etika[2] vagy morálteológia: a teológiának a vallás erkölcsi tanításait rendszerező ága
- Filozófiai etika vagy erkölcsfilozófia: a filozófiának az erkölcsi jelenségek összességével foglalkozó ága, amely   a legkülönfélébb korszakok, gondolkodók, iskolák, filozófiai irányzatok eszméit öleli fel
  - Normatív etika: Tárgya a normaadás, az etikailag helyes viselkedés szabályainak megtalálása
  - Metaetika: Az etika alapvető fogalmainak filozófiai elemzése
- Alkalmazott etika: konkrét, szakmai erkölcsi kérdésekkel foglalkozik egyes tudományokhoz, szakmákhoz kapcsolódóan - gyakran a filozófiai etikához is sorolják[3]
  - Bioetika
  - Jogi etika
  - Környezetvédelmi etika
  - Marketingetika
  - Médiaetika
  - Orvosi etika
  - Politikai etika
  - Újságírói etika
  - Üzleti etika vagy gazdaságetika
  - Mérnöki etika
  - Pedagógusetika
- Deskriptív etika vagy leíró etika: az erkölcsre vonatkozó empirikus kutatások egyes tudományokon belül
  - Erkölcsszociológia: egy társadalom erkölcsi elveit, viselkedési normáit leíró tudományág
  - Erkölcspszichológia: az erkölcsi normák elsajátításának folyamatát vizsgáló tudományág